# 诺川县
诺川县，中国古县名。
唐朝贞观五年（631年）置，治所在今四川省松潘县黄胜关北，为诺州治。后因地入吐蕃，侨治庆州（治所在今甘肃省庆城县）境内，寻废。 